# Fast-Casual-Restaurant
Ein Fast-Casual-Restaurant ist ein Restaurant, das durch frische Produkte und einen schnellen Service charakterisiert wird.

## Definition
Das Fast-Casual-Restaurant verbindet eine relativ hohe Produktqualität und die Frische der Fullservice-Systemgastronomie mit der Geschwindigkeit der Quickservice-Systemgastronomie und rechtfertigt so einen höheren Preis gegenüber Fastfood-Angeboten. Häufig werden die Gerichte beim so genannten Front Cooking vor den Augen der Gäste zubereitet. Der Bestell- und Bezahlvorgang findet in der Regel an der Theke statt. Die Angebotspalette ist häufig klein und an einem Produkt oder einer Länderküche ausgerichtet. 
Viele Gastronomen bieten ihre Produkte auch zum Mitnehmen an oder liefern diese aus. Bekannte Restaurantketten im Fast-Casual-Segment sind Chipotle und Qdoba, Marktführer in Deutschland war bis März 2020 Vapiano.
In den 2010er-Jahren wurde für Fast-Casual-Restaurants, die ein innerhalb des Segmenttyps hohes Servicelevel oder mehrgängige Menüs bieten, die Begriffe Fine Casual und Fast Fine geprägt, abgeleitet vom im angloamerikanischen Raum gängigen Begriff Fine Dining für höherklassigere Restaurants.

## Geschichte
Das Konzept des Fast-Casual-Dining wurde in den 1990er-Jahren in den Vereinigten Staaten erfunden und wurde in den 2000er-Jahren zum Mainstream. In den 2010er-Jahren war es in den Vereinigten Staaten das einzige Gastronomiesegment, das ein Wachstum zu verzeichnen hatte. In Deutschland wurde das Konzept 2002 durch Vapiano eingeführt und verbreitet sich seitdem.